# بتاولتائیک
مبدل انرژی بتاولتائیک از کوبل کردن یک چشمه بتازا با یک قطعه نیم‌رسانا تشکیل می‌شود و جریان الکتریکی تولید می‌کند.
این نمونه از ژنراتور هسته‌ای در مقایسه با مبدل‌های  ترموالکتریک که اساس کارشان ایجاد گرما از طریق چشمه رادیواکتیو کوبل شده درون قطعه و تبدیل گرمای ایجاد شده به جریان الکتریکی می‌باشد، از طریق ایجاد الکترون حفره حاصل از یونیزه‌ شدن قطعه نیم‌رسانا توسط تشعشعات چشمه رادیواکتیو، جریان الکتریکی تولید می‌کند.

مبدل‌های گسیلی-الکتریکی بر حسب رادیوایزوتوپ مورد استفاده، دسته‌بندی می‌شوند.
اگر چشمه مورد استفاده گسیل‌دهنده ذره بتا(الکترون)، آلفا(هسته هلیم) یا حتی گاما(اشعه ایکس با انرژی بالا) باشد، مبدل مورد نظر به ترتیب بتاولتائیک، آلفاولتائیک و گاماولتائیک نامیده می‌شود.
از نظر آسیبی که این چشمه‌ها به ماده نیم‌رسانا می‌رسانند، رایج‌ترین رادیوایزوتوپ‌ها چشمه‌های بتازا می‌باشند.

برای استفاده از این مبدل گسیلی-الکتریکی به عنوان باتری باید از چشمه‌های بتازا با نیمه‌عمر طولانی و انرژی یکنواخت استفاده کنیم.
می‌توان از {\displaystyle ^{3}\!H,{}^{63}\!Ni,{}^{75}\!Sr/Y^{90},{}^{147}\!Pm} به عنوان چشمه‌های بتازای مناسب برای این منظور نام برد.

در مورد خواص نیم‌رساناهای مورد استفاده در این کاربرد می‌توان به پهنای باند و عمق نفوذ تابش در آن‌ها اشاره کرد.

هرچه نیم‌رسانای مورد استفاده پهنای باند بیشتری داشته باشد تعداد حامل‌های تولید شده بیشتر و در نتیجه شارش بار بیشتری ایجاد می‌شود.
عمق نفوذ تابش که رابطه مستقیم با چگالی ماده نیم‌رسانا دارد نیز پارامتر تأثیرگذاری برای انتخاب میزان ضخامت نیم‌رسانا می‌باشد. هرچه چگالی ماده کمتر باشد به ضخامت بیشتر از آن برای افزایش عمق نفوذ تابش نیاز است.

در یک قطعه بتاولتائیک چشمه درون مادهٔ نیم‌رسانا با پیوند p-n قرار می‌گیرد. میزان ناخالصی نواحی n و p در تعیین پهنای ناحیه تهی اهمیت دارد.

تعداد جفت الکترون حفره‌های تولید شده در نیم‌رسانا در واحد حجم و زمان، را می‌توان با رابطه زیر محاسبه کرد:

که در آن {\displaystyle \epsilon } انرژی لازم برای یونیزاسیون در نیم‌رسانا و {\displaystyle E_{avg}} میانگین انرژی ذرات بتای تابش شده است. {\displaystyle K} کسری از ذرات بتا می‌باشد که در تشکیل جفت الکترون حفره شرکت دارند.
{\displaystyle \lambda } ثابت واپاشی و {\displaystyle n} تراکم مادهٔ رادیواکتیو است که البته می‌توانند با میزان اکتیویته رادیوایزوتوپ جایگزین شوند. جریان ذرات بتا نیز با رابطه زیر محاسبه می‌شود:

که {\displaystyle q} بار الکترونی، {\displaystyle t} ضخامت و {\displaystyle S} مساحت مقطع قطعه مورد نظر است.

## تاریخچه
اولین گزارش داده شده در مورد اثر الکترون-ولتائیک توسط اهرنبرگ و همکارانش در سال ۱۹۵۱ به ثبت رسید. در ابتدا آن‌ها علاقه‌مند به افزایش مقدار جریان ناشی از بمباران فوتوسل سلنیوم توسط باریکه الکترون بودند.

راپاپورت اولین شخصی بود که مطالعات بتاولتائیک را در سال 1953 تشریح کرد.

وی به بررسی قطعه بتاولتائیک حاصل از ساندویچ شدن یک چشمه بتازا در پیوند مادهٔ نیم‌رسانا پرداخت.

در همان زمان گزارش مشابهی توسط پفان و روزبروک ارائه شد.
پس از آن گزارش جامع‌تری توسط راپاپورت و کوورکرز در RCA در سال 1956 ارائه شد.

## کاربردها
مبدل‌های بتاولتائیک نیم‌رسانا برای تولید برق جهت استفاده در کاربردهای دور از دسترس که 5 الی 50 سال به منبع نیرو نیاز دارند، از منابع رادیوایزوتوپ انرژی دریافت می‌کنند.

باتری‌های با ولتاژ و جریان پایدار و طول عمر بالا کاربرد وسیعی در پزشکی، صنعت نفت، معدن و تجهیزات فضایی دارند.
از آنجا که در موارد مذکور استفاده از باتری‌های سبک در قطعات الکترونیکی برای موقعیت‌های خطرناک، با دسترسی سخت و عدم امکان شارژ مجدد آن بدون صرف هزینه‌های بالا اهمیت دارد، استفاده از انرژی هسته‌ای و تبدیل آن به انرژی الکتریکی یکی از ایده‌های رسیدن به این اهداف است.

در باتری قلب از این راهکار برای تولید انرژی لازم جهت ضربان‌سازی استفاده می‌شود.

## موانع
با توجه به استفاده‌ای که از یک قطعه بتاولتائیک می‌شود، موانع مختلفی بر سر راه وجود دارد.

اگر از این قطعه به عنوان باتری در زندگی روزمره استفاده شود، توجه به تشعشعات پراکنده شده توسط چشمه رادیواکتیو بسیار حائز اهمیت می‌باشد چرا که این تابش‌ها به شدت سرطان‌زا و برای سلول‌های بدن مضر می‌باشند.
نیمه‌عمر یکی دیگر از عواملی می‌باشد که در رابطه با بازده مصرفی می‌تواند محدودکننده باشد.

محدودیت زیادی در انتخاب چشمه و مادهٔ نیم‌رسانا نیز از این جهت که همه چشمه‌های بتازا خلوص 100% ندارند و نیز آسیب‌پذیری نیم‌رسانا در اثر تابش‌های متفاوت و با نوسان زیاد، وجود دارد.